# Stade Rennais Football Club 1996-1997
Questa voce raccoglie le informazioni riguardanti lo Stade Rennais Football Club nelle competizioni ufficiali della stagione 1996-1997.

## Rosa
| N. |                           | Ruolo | Calciatore       |
| -- | ------------------------- | ----- | ---------------- |
| 25 | Francia (bandiera)        | P     | Fabien Debec     |
| 16 | Francia (bandiera)        | P     | Tony Heurtebis   |
| 1  | Jugoslavia (bandiera)     | P     | Goran Pandurović |
| 2  | Francia (bandiera)        | D     | Patrice Carteron |
| 4  | Francia (bandiera)        | D     | François Denis   |
| 17 | Ruanda (bandiera)         | D     | Fritz Emeran     |
| 19 | Danimarca (bandiera)      | D     | Brian Jensen     |
| 21 | Costa d'Avorio (bandiera) | D     | Saliou Lassissi  |
| 20 | Francia (bandiera)        | D     | Régis Le Bris    |
| 3  | Francia (bandiera)        | D     | Stéphane Mahé    |
| 27 | Francia (bandiera)        | D     | Mikaël Silvestre |
| 5  | Romania (bandiera)        | D     | Corneliu Papură  |
| 8  | Scozia (bandiera)         | D     | Gary Smith       |
| 26 | Francia (bandiera)        | C     | Yoann Bigné      |
| 12 | Francia (bandiera)        | C     | Ousmane Dabo     |

| N. |                     | Ruolo | Calciatore              |
| -- | ------------------- | ----- | ----------------------- |
| 22 | Francia (bandiera)  | C     | Farid Diaf              |
| 18 | Francia (bandiera)  | C     | Laurent Huard           |
| 6  | Francia (bandiera)  | C     | Loïc Lambert            |
| 14 | Francia (bandiera)  | C     | Ulrich Le Pen           |
| 30 | Norvegia (bandiera) | C     | Kjetil Rekdal           |
| 11 | Francia (bandiera)  | A     | Pierre-Yves André       |
| 28 | Francia (bandiera)  | A     | Jean-Claude Darcheville |
| 13 | Francia (bandiera)  | A     | Nicolas Goussé          |
| 7  | Francia (bandiera)  | A     | Stéphane Guivarc'h      |
| 15 | Scozia (bandiera)   | A     | Allan Johnston          |
| 29 | Francia (bandiera)  | A     | Benoît Le Bris          |
| 9  | Francia (bandiera)  | A     | David Merdy             |
| 23 | Francia (bandiera)  | A     | David Voisin            |
| 10 | Francia (bandiera)  | A     | Sylvain Wiltord         |